# Northridge (Los Ángeles)
Northridge es una comunidad estadounidense ubicada en Los Ángeles, California, en el Valle de San Fernando. Es la sede de la institución académica California State University Northridge (CSUN) así como también de once escuelas públicas y ocho privadas.
Originalmente llamada Zelzah, la comunidad pasó a llamarse North Los Ángeles en 1929 para destacar su cercanía con esa ciudad. Esto creó confusión con la ciudad de Los Ángeles y con North Hollywood. A sugerencia de un líder cívico, la comunidad pasó a llamarse Northridge en 1938. Se puede rastrear el origen de los primeros habitantes de Northridge a los pueblos originarios conocidos como Gabrielino (o Tongva ). Estas tierras fueron después ocupadas por los exploradores españoles. Posteriormente este territorio fue vendido por el gobernador mexicano de ese entonces a Eulogio de Celis, cuyos herederos dividieron las tierras para su posterior venta.
En la zona han vivido personalidades destacadas, y en ella hay atracciones notables y múltiples puntos de interés. Los residentes tienen acceso a centros municipales de esparcimiento y balnearios públicos.

## Población
El censo estadounidense del 2000 contó 57,561 residentes en los 9,47 kilómetros cuadrados de Northridge de barrio 6.080 personas por milla cuadrada, entre las densidades de población más bajas de la ciudad. En 2008, la ciudad estima que la población había aumentado a 61.993.
El barrio fue considerado "muy diverso" étnicamente dentro de Los Ángeles, con un alto porcentaje de los asiáticos. El detalle era los blancos, 49,5%; Latinos, 26.1%; Los asiáticos, el 14,5%; negros, 5.4%; y otros, 4,6%. México (24,7%) y Filipinas (9,8%).
La mediana del ingreso familiar anual en dólares de 2008 era $ 67.906, considerada alta para la ciudad. Los inquilinos ocupaban el 46,4% de las viviendas y los hogares o apartamentos.
En 2000 había 3.803 veteranos militares, o el 8,5% de la población, un porcentaje alto en comparación con el resto de la ciudad.

## Historia

### Personas Indígenas
La zona que ahora se llama Northridge fue habitada por primera vez hace unos 2000 años por el Gabrielino nativos americanos (o Tongva). Totonga era su aldea tribal. Los habitantes Gabrielino-Tongva, que vivían en casas con forma de cúpula, se refieren a veces como la "gente de la tierra." Hablaban una lengua uto-azteca Takic (Shoshonean).

### Exploración y colonización europea
No fue sino hasta 1769 cuando la zona conocida como Northridge fue descriptiva informó por primera vez por el padre Juan Crespi, el diarista prolífico que acompañó al grupo de exploración del explorador español Gaspar de Portolà en su arduo viaje a través de California, incluyendo el paso de Sepúlveda que conduce al Valle de San Fernando. Después de haber atravesado más de su parte de la tierra seca y árida, el descubrimiento de agua, donde quiera que fuera, merecía regocijo. Y así fue con Zelzah, un oasis inesperado y uno de los lugares de reunión del Gabrielino, nativos de la zona. Los exploradores se bañaron y se posaron en el pozo de agua, alimentado por corrientes subterráneas que todavía son profundas por debajo de la intersección de la calle Parthenia y Reseda bulevar.

### Conquista de América
Cuando las fuerzas militares estadounidenses y navales decidieron ocupar California a finales de la década de 1840, los representantes del gobernador mexicano Pio Pico rompieron con la tradición de la "concesión" de la tierra y, en cambio, la vendió, sin las limitaciones habituales de la zona a Eulogio de Celis, un nativo de España.

### División de la tierra
Unos años más tarde, la tierra fue dividida. Los herederos de Eulogio de Celis vendieron la mitad norte en 56.000 acres (230 km²), que el senador George K. Porter, que había llamado el "Valley of the Cumberland" y el senador Charles Maclay, quien exclamó: "Este es el Jardín del Eden". Porter estaba interesado en la cría en granjas; Maclay en la subdivisión y la colonización. Francis Marion, un joven granjero de Iowa que emigró a California como un hombre joven, se convirtió en un peón para el senador Porter y más tarde co-desarrollador del 1100 acres (4,5 km²).

### El crecimiento y la metamorfosis
En 1951, un periodista local informó que la población de Northridge había llegado a 5.500 residentes, un aumento de 1000 personas desde 1950, Además, fue en esta época que Reseda bulevar había sido pavimentado en toda su anchura y se convierten en la principal calle de negocios. La necesidad también surgió de Northridge para dar cabida a la nueva población, por lo que en 1954 la primera escuela secundaria inaugurada en la ciudad de rápido crecimiento. Northridge Junior High School, más tarde conocido como Northridge Middle School, abrió con 1000 estudiantes que habían sido llevados hasta el final de Fulton Middle School en Van Nuys.

## Educación

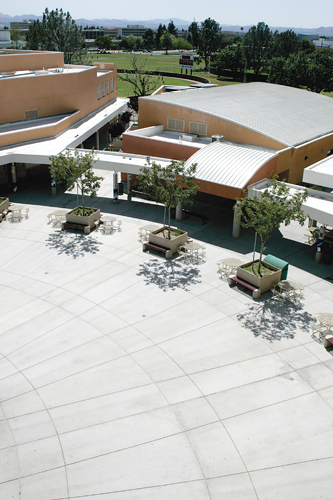
Northridge Academy High School

34% de los residentes de Northridge de 25 y más años de edad se ha ganado un título de cuatro años. en 2000, un porcentaje medio de la ciudad, pero alta para el condado. Los porcentajes de los residentes de la misma edad con una licenciatura y una maestría o superior eran altas para el condado.

### Escuelas Públicas
- Andasol Avenue Elementary School, 10126 Encino Avenue
- Alfred Bernhard Nobel Middle School, 9950 Tampa Avenue
- Topeka Drive Elementary School, 9815 Topeka Drive
- Balboa Gifted / High Ability Magnet Elementary School, alternative, 17020 Labrador Street
- Northridge Academy High School, 9601 Zelzah Avenue
- Oliver Wendell Holmes Middle School, 9351 Paso Robles Avenue
- Dearborn Street Elementary School, 9240 Wish Avenue
- Calahan Street Elementary School, 18722 Knapp Street
- Napa Street Elementary School, 19010 Napa Street
- Northridge Middle School, 17960 Chase Street
- Parthenia Street Elementary School, 16825 Napa Street

### Escuelas Privadas
- Casa Montessori, 17633 Lassen Street
- Our Lady of Lourdes, 18437 Superior Street
- Highland Hall Waldorf School, K-12, 17100 Superior Street
- Art of Learning Academy, 9535 Alden Avenue
- St. Nicholas School, elementary, 9501 Balboa Boulevard
- First Presbyterian Church of Granada Hill, elementary, 10400 Zelzah Avenue
- Cornerstone Christian Academy, 11031 Yolanda Avenue
- East Valley Academy, K-12, 20212 Londelius Street

### Universidad

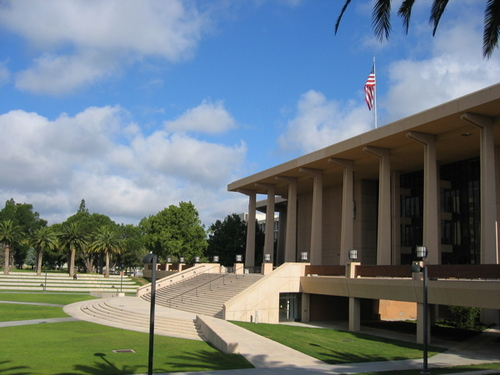
California State University, Northridge

California State University Northridge o CSUN es parte del sistema de universidades administrado por California State University y ofrece títulos de licenciatura y maestría en numerosas disciplinas. Esta universidad es un importante productor de maestros de escuelas primarias en la región y en la nación en su conjunto. CSUN se destaca en sus programas de ingeniería, negocios y cinematografía.

## Economía
En 2000, el fabricante de la bomba de insulina MiniMed anunció planes para abrir un centro en Northridge, como parte de una colaboración con la Universidad Estatal de California, Northridge, para construir un centro de biotecnología. MiniMed ubicado en 65 acres (260.000 m²) parcela de tierra una vez conocido como Devonshire Downs. La propiedad, que ahora se conoce como Campus Norte, es propiedad de CSUN. Los planes iniciales de MiniMed llamados para la localización de 4500 trabajadores en el lugar de Northridge

## Terremotos
El terremoto de Northridge de 1994 fue nombrado para Northridge sobre la base de las primeras estimaciones de la ubicación del epicentro del terremoto. El terremoto de magnitud 6,7, que ocurrió en una falla inversa ciega, produce los movimientos de tierra más fuertes jamás registrados a partir de un terremoto que azotó una zona urbana. Las autopistas se derrumbaron, y muchos edificios sufrieron daños irreparables. Aceleraciones verticales y horizontales levantaron estructuras de sus cimientos. Durante el terremoto de 1994, el Centro Médico del Hospital Northridge, aunque dañado, permaneció abierto y trato a más de 1000 pacientes que acudieron a las instalaciones durante los primeros días después del terremoto.
Esta fue la segunda vez en 23 años que la zona había sido afectada por un fuerte terremoto. El 9 de febrero de 1971, el terremoto de San Fernando, que también se conoce como el terremoto de Sylmar, golpeó con una magnitud de 6.5